# 俄都族
俄都族是越南官方认定的54个民族之一，分布在越南与老挝边境一带。
根据2009年的统计，俄都族总人口只有约570人，其中194人居住在老挝的川圹省，301人居住在越南乂安省的襄阳县。他们仍处在刀耕火种的阶段。说俄都语，是南亚语系孟-高棉语族的一种语言。